# Final de la Copa de Rumania 2011-12
La final de la Copa de Rumania 2011-12 fue disputada entre el Rapid de Bucarest y el Dinamo de Bucarest. El partido se jugó el 23 de mayo de 2012 en el Arena Națională de Bucarest. El Dinamo ganó el partido 1-0, consiguiendo su 13º título en esta competición, mientras que el Rapid perdió su sexta final. Fue la primera final jugado en el nuevo Arena Națională y la primera en Bucarest desde 2006. Adrian Scarlatache anotó el único gol del partido en el minuto 58, mientras que Djakaridja Koné fue nombrado "Jugador del partido". Los ganadores del Dinamo se enfrentarán campeón rumano CFR Cluj en el mismo estadio el 17 de julio de 2012 en la Supercopa de Rumania.

## Entradas
La FRF vendió 54.000 entradas para el partido y los dos finalistas tuvieron a su disposición 18.000 billetes cada uno. El Dinamo recibió entradas para la grada norte y oriental de la tribuna próxima al césped en febrero y el Rapid recibió en el sur y en la parte oriental de la tribuna también próxima al césped. Para los espectadores neutrales las entradas se pusieron a disposición en el centro de toda la tribuna este y oeste.
Los precios de las entradas estaban entre 20 y 40 lei en el césped, entre 60 y 120 lei en la segunda tribuna este, 60 y 120 lei en la primera tribuna oeste; y, finalmente, entre 500 y 1.200 lei en las salas VIP.
Los aficionados del Dinamo pudieron comprar las entradas el 9-19 de mayo en la taquilla del estadio Dinamo, o en línea a través de la página web ticketfan.ro. Los seguidores del Rapid hicieron lo propio a partir del 8 de mayo en el estadio Giulesti Valentin Stanescu. Para los aficionados neutrales, los billetes se vendieron el 15 de mayo y estaban disponibles en las taquillas del Arena Națională.

## Camino a la final
| Ronda de 32          | Dinamo București | 1 – 0                  | Luceafărul Oradea |
| Ronda de 16          | Dinamo București | 5 – 0                  | Gaz Metan Severin |
| Cuartos de final     | Dinamo București | 2 – 1                  | Petrolul Ploiești |
| Semifinales (ida)    | Dinamo București | 1 – 0                  | Gaz Metan Mediaș  |
| Semifinales (vuelta) | Gaz Metan Mediaș | 2 – 1 total: 2 – 2 (a) | Dinamo București  |

| Ronda de 32          | Rapid București | 4 – 1              | Juventus București |
| Ronda de 16          | Rapid București | 5 – 0              | CS Otopeni         |
| Cuartos de final     | Rapid București | 2 – 0              | Pandurii Târgu Jiu |
| Semifinales (ida)    | FC Vaslui       | 0 – 1              | Rapid București    |
| Semifinales (vuelta) | Rapid București | 3 – 2 total: 4 – 2 | FC Vaslui          |

### Detalles del partido
| 23 de mayo de 2012 | Dinamo București                                | 1 – 0   | Rapid București           | Arena Națională, Bucarest,                                          |                                                                     |
|                    | 58' Scarlatache · 68' Niculae · 90+5' Naumovski | Reporte | Grigorie 70' · Oros 90+1' | Asistencia: 40.000 espectadores Árbitro(s): Daniele Orsato (Italia) | Asistencia: 40.000 espectadores Árbitro(s): Daniele Orsato (Italia) |

|  |  |

| Dinamo:        |    |                     |       |     |
|                |    |                     |       |     |
| POR            | 23 | Kristijan Naumovski | 90+5' |     |
| DEF            | 24 | Srdjan Luchin       |       |     |
| DEF            | 21 | Dragoș Grigore      |       |     |
| DEF            | 30 | Cosmin Moți         |       |     |
| DEF            | 15 | Adrian Scarlatache  |       |     |
| DEF            | 20 | Alexandru Curtean   |       |     |
| MED            | 5  | Djakaridja Koné     |       |     |
| MED            | 26 | Laurențiu Rus       |       |     |
| MED            | 10 | Marius Alexe        |       | 67' |
| MED            | 9  | Marius Niculae (c)  | 68'   | 81' |
| DEL            | 10 | Ionel Dănciulescu   |       | 71' |
| Sustituciones: |    |                     |       |     |
| POR            | 34 | Cristian Bălgrădean |       |     |
| DEF            | 3  | Cristian Pulhac     |       | 67' |
| DEF            | 7  | Cătălin Munteanu    |       | 71' |
| MED            | 19 | Iulian Tameș        |       |     |
| MED            | 22 | Sorin Strătilă      |       |     |
| DEL            | 29 | George Țucudean     |       | 81' |
| MED            | 32 | Nicolae Mușat       |       |     |
| Entrenador:    |    |                     |       |     |
| Dario Bonetti  |    |                     |       |     |

| Rapid:         |    |                    |       |     |
|                |    |                    |       |     |
| POR            | 1  | Dănuț Coman        |       |     |
| DEF            | 14 | Mihai Roman        |       |     |
| DEF            | 4  | Marcos António (c) |       |     |
| DEF            | 15 | Cristian Oros      | 90+2' |     |
| DEF            | 19 | Vladimir Božović   |       |     |
| MED            | 5  | Dan Alexa          |       | 79' |
| MED            | 80 | Filipe Teixeira    |       |     |
| MED            | 8  | Nicolae Grigore    |       |     |
| MED            | 24 | Romeo Surdu        |       | 59' |
| MED            | 7  | Ciprian Deac       |       |     |
| DEL            | 10 | Ovidiu Herea       |       | 74' |
| Sustituciones: |    |                    |       |     |
| POR            | 82 | Cosmin Vâtcă       |       |     |
| DEL            | 9  | Alexandru Ioniță   |       | 79' |
| DEL            | 11 | Daniel Pancu       |       | 74' |
| DEF            | 16 | Ovidiu Burcă       |       |     |
| DEF            | 17 | Valentin Crețu     |       |     |
| MED            | 20 | Ștefan Grigorie    | 70'   | 59' |
| MED            | 23 | Miloš Pavlović     |       |     |
| Entrenador:    |    |                    |       |     |
| Răzvan Lucescu |    |                    |       |     |

| Hombre del partido - Djakaridja Koné (Dinamo) Oficiales - Árbitros asistentes: - Nicola Andrea Nicoletti - Massimiliano Grilli - Cuarto árbitro: | Reglas del partido - 90 minutos. - 30 minutos de prórroga si es necesario. - Tanda de penaltis si tras 120 minutos sigue el empate. - Tres sustituciones por equipo como máximo. - Siete jugadores de reserva en el banquillo. |